# Carrejo
Carrejo es una localidad del municipio de Cabezón de la Sal, Cantabria (España). 

## Situación y población
Está situado en un llano, a 141 metros de altitud y su población en 2024 era de 343 habitantes. Comprende los núcleos urbanos de Carrejo, Santibáñez de Carrejo y Santalucía.  Se encuentra a 1 kilómetro de la capital municipal, en dirección al valle de Cabuérniga.

## Historia
En el pasado, Santibáñez formó con Carrejo un solo lugar. Santibáñez-Carrejo aparecía como una de las ocho aldeas que formaban el distrito administrativo del valle de Cabezón, dentro de la merindad de Asturias de Santillana, en el Becerro de las Behetrías de 1352.
Durante el Trienio Constitucional (1820-1823), Santibáñez-Carrejo, junto a Ontoria-Vernejo y Cabezón constituyeron el municipio de Cabezón de la Sal.

## Monumentos

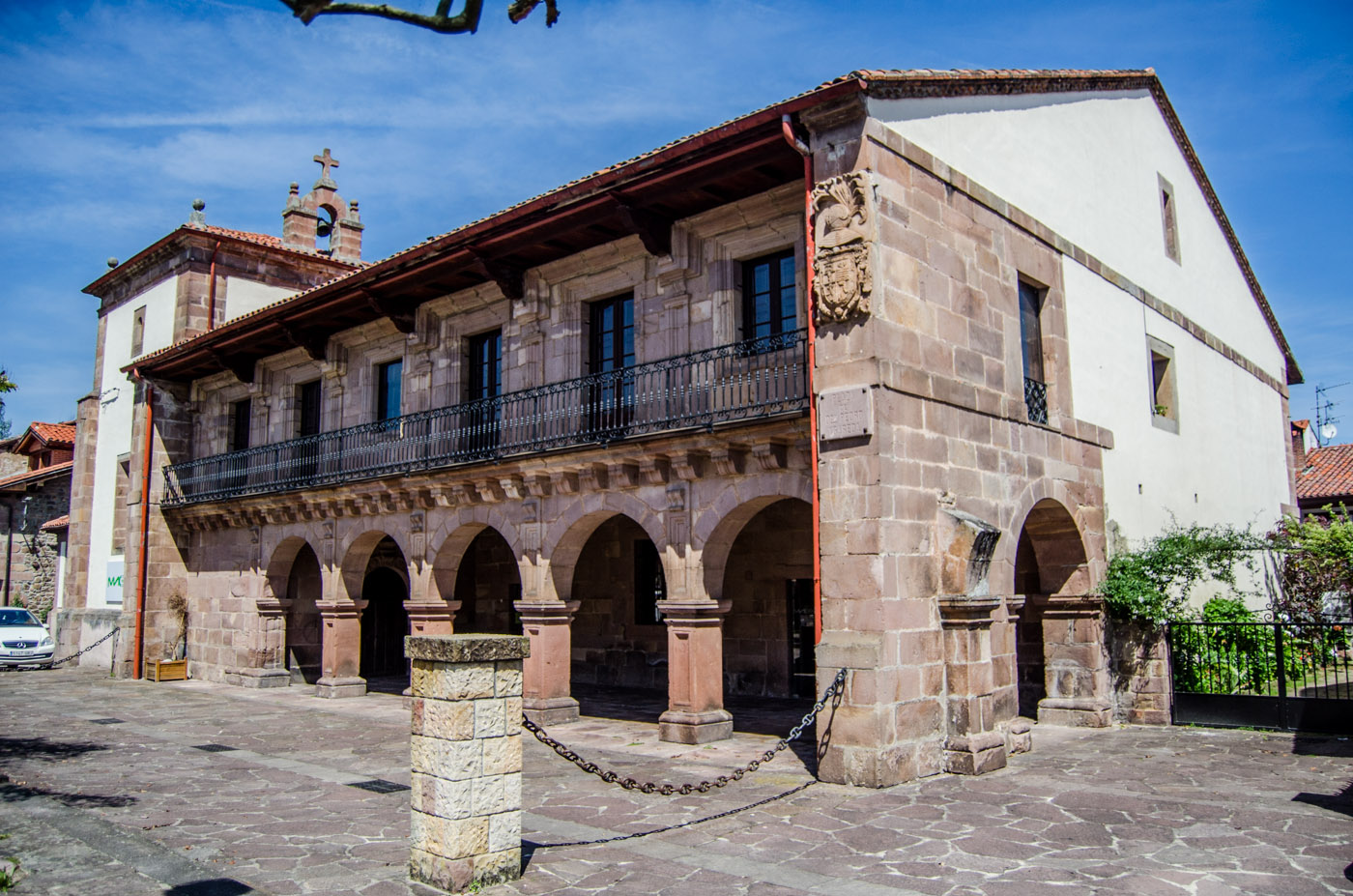
Palacio de Ygareda, actual Museo de la Naturaleza de Cantabria.

Carrejo es un hermoso núcleo urbano, lleno de casonas interesantes. Además, en su parque hay interesantes especies arbóreas.

### Museo de la Naturaleza de Cantabria
El elemento más destacado de su patrimonio es el Palacio de Ygareda, o Gómez de la Torre, o Igareda y Balbás, o Casa-Palacio de los Haces, declarada Monumento Histórico Artístico el 20 de diciembre de 1984. Actualmente este edificio es el Museo de la Naturaleza de Cantabria.
Está datado en torno a 1720. Tiene planta rectangular y tejado a dos aguas. Está construido en piedra de sillería. La fachada, orientada al sur, tiene una hilera de cinco arcos de medio punto. Encima hay una solana o balcón corrido. En el hastial o cortavientos puede verse el escudo de los Cos y Cayón. Tiene adosada por su parte occidental la capilla, con un tejado rematado por bolas en las esquinas. Actualmente es Museo de la Naturaleza de Cantabria.

### Otras edificaciones de interés

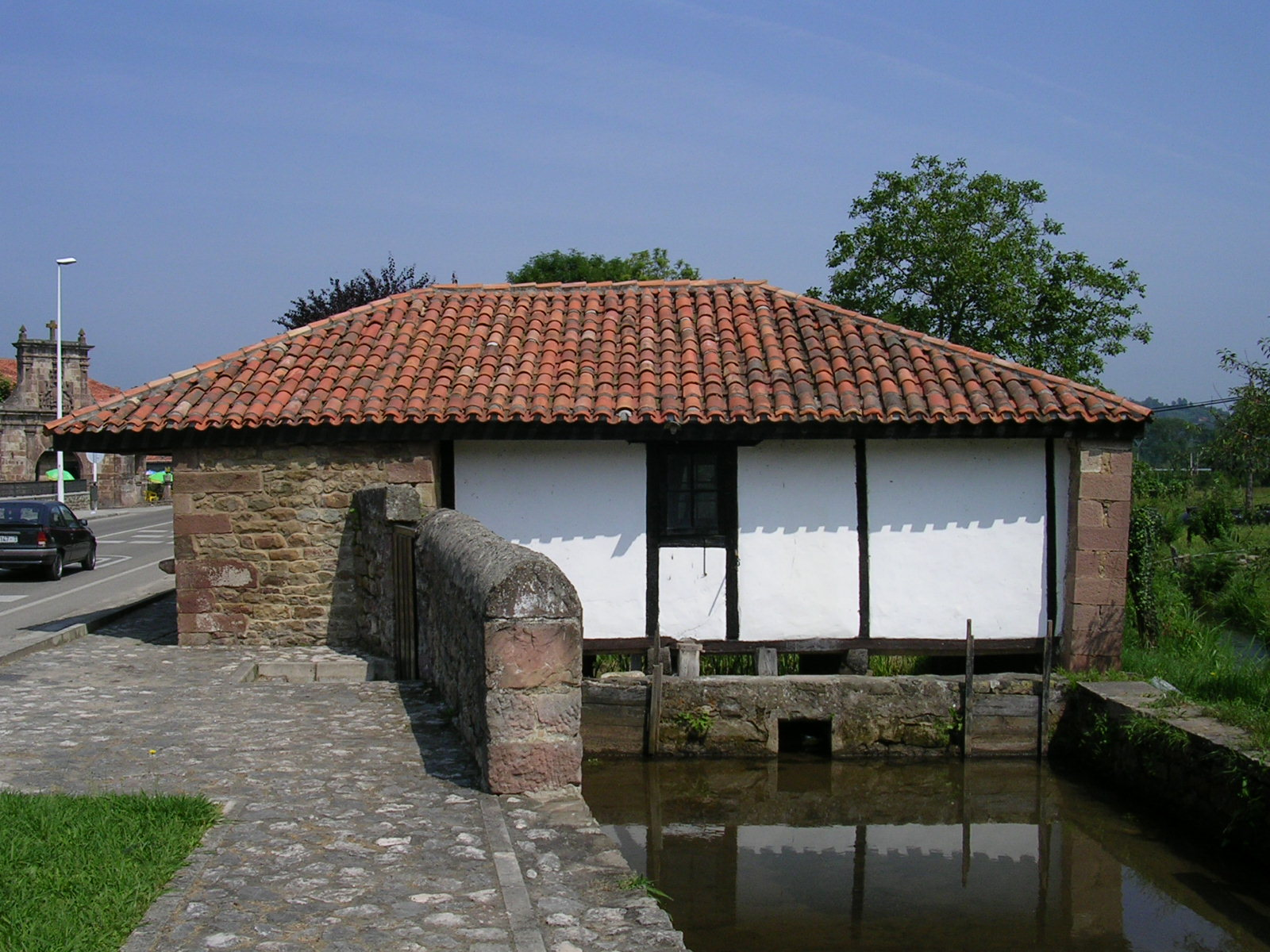
Molino de Carrejo

- Hotel de El Jardín de Carrejo, de finales del siglo XIX y con un extenso jardín.[1]
- Colegio de la Sagrada Familia, hoy residencia de ancianos (1900), de influencia neogótica.
- Molino hidráulico.
- Edificio del anterior Convento de Clarisas (actual Teleclub).

## Fiestas
- San Pedro (29 de junio)

## Personajes ilustres
- Antonio Valle Llano, (1894-1961), jesuita, sacerdote e historiador.